# Jonathan (táo)
Táo Jonathan là một loại táo có độ ngọt vừa phải, với một chút vị của axit và một làn da cứng rắn nhưng trơn tru. Nó liên quan chặt chẽ với táo Esopus Spitzenburg, tốt cho việc ăn tươi và nấu ăn.

## Lịch sử
Có hai lý thuyết thay thế về nguồn gốc của táo Jonathan.
Đầu tiên là nó được trồng bởi Rachel Negus Higley. Bà Higley đã thu thập hạt giống từ nhà máy rượu táo địa phương ở Connecticut trước khi gia đình bà thực hiện hành trình đến vùng hoang dã Ohio vào năm 1796 nơi bà bắt đầu trồng chúng. Bà tiếp tục cẩn thận canh tác vườn cây của mình đến khi trưởng thành và đặt tên cho giống táo này theo tên của một cậu bé địa phương thường lui tới vườn cây của bà: Jonathan Lash.
Giả thuyết khác, và được chấp nhận nhiều hơn, đó là nó bắt nguồn từ một cây giống Esopus Spitzenburg năm 1826 từ trang trại của Philip Rick ở Woodstock, hạt Ulster, New York. Mặc dù ban đầu nó có thể được gọi là táo "Rick", nhưng nó đã sớm được đổi tên bởi Thẩm phán Buel, Chủ tịch Hội Làm vườn Albany, theo tên của Jonathan Zander, người đã phát hiện ra quả táo và đưa nó đến sự chú ý của Buel.

## Hậu duệ
- Jonagold lai giữa Jonathan và táo Golden Delicious
- Jonamac, lai giữa táo Jonathan và McIntosh
- Rubinstar
- Idared
- Melrose
- Undine
- Akane
- Querina Florina (kháng vảy)

## Nhạy cảm với bệnh
- Bệnh ghẻ: cao [4]
- Bệnh phấn trắng: cao
- Rỉ sét tuyết: cao
- Bệnh tàn rụi lửa: cao